# Montreuil (Sena-Saint Denis)

Montreuil en la Petite Couronne.

 Montreuil  es una localidad y comuna de Francia, en la región de Isla de Francia, departamento de Sena-San Denis, en el distrito de Bobigny. Es el chef-lieu de tres cantones: Montreuil Este, Norte y Oeste.
Desde  el 1 de enero de 2010, está integrada en la Communauté d'agglomération Est Ensemble.

## Demografía
| 3 763 | 3 879 | 3 950 | 3 006 | 3 718 | 3 546 | 3 620 | 3 810 | 4 311 | 6 871 | 9 235 | 12 295 | 13 607 | 18 693 | 21 541 | 23 986 | 27 087 | 31 773 | 35 904 | 43 217 | 51 026 | 58 521 | 70 450 | 71 803 | 69 838 | 76 252 | 92 207 | 95 698 | 96 587 | 93 368 | 94 754 | 90 674 | 99 900 | 102 097 |
| Para los censos de 1962 a 1999 la población legal corresponde a la población sin duplicidades (Fuente: INSEE [Consultar]) |       |       |       |       |       |       |       |       |       |       |        |        |        |        |        |        |        |        |        |        |        |        |        |        |        |        |        |        |        |        |        |        |         |

Su población legal a 1 de enero de 2007 era de 102 097 habitantes, de ellos 36 145 en Montreuil Este, 32 294 en Montreuil Norte y 33 658 en Montreuil Oeste. 
Forma parte de la aglomeración urbana de París.

## Personas destacadas
- Rosette Bir (1926-1993), escultora.